# Фарана (регион)
Фарана (на френски: Région de Faranah) е регион в централна Гвинея. Площта му е 35 581 квадратни километра, а населението, по преброяване от март 2014 г., е 941 554 души. Граничи със съседните на Гвинея страни Сиера Леоне и Мали. Столицата на региона е град Фарана, разположен на брега на река Нигер, с население близо 90 000 души. Регионът Фарана е разделен на 4 префектури – Дабола, Дингуйрайе, Фарана и Кисидугу.